# Cantonul Ouzouer-le-Marché
Cantonul Ouzouer-le-Marché este un canton din arondismentul Blois, departamentul Loir-et-Cher, regiunea Centru, Franța.

## Comune
- Binas
- La Colombe
- Membrolles
- Moisy
- Ouzouer-le-Doyen
- Ouzouer-le-Marché (reședință)
- Prénouvellon
- Semerville
- Tripleville
- Verdes
- Vievy-le-Rayé
- Villermain